# Isoentomon pumilioides
Isoentomon pumilioides är en urinsektsart som beskrevs av Sören Ludvig Paul Tuxen 1977. Isoentomon pumilioides ingår i släktet Isoentomon och familjen trakétrevfotingar. Inga underarter finns listade i Catalogue of Life.